# Aston (Oxfordshire)
Aston es una localidad situada en el distrito de West Oxfordshire, en Oxfordshire, Inglaterra (Reino Unido). Según el censo de 2021, tiene una población de 1200 habitantes.
Está ubicada al noroeste de la región del Sudeste de Inglaterra, cerca de la frontera con las regiones de Midlands del Este y Midlands del Oeste, de la ciudad de Oxford —la capital del condado— y del río Támesis, y al noroeste de Londres.